# Islam à Saint-Marin
À Saint-Marin, l'Islam est un minorité car il n'y a que 10 musulmans, et ils représentent 0,03 % de la population,. 
Par contre, selon la loi à Saint-Marin, la discrimination religieuse est interdite, tout comme les restrictions à la liberté religieuse, et la loi prévoit la poursuite des crimes de haine religieuse. Les groupes religieux reconnus par le gouvernement sont éligibles pour recevoir des contributions provenant de l'impôt sur le revenu affecté par les contribuables individuels. Ainsi, Saint-Marin est relativement sûr pour les musulmans,.